# Marly-le-Grand

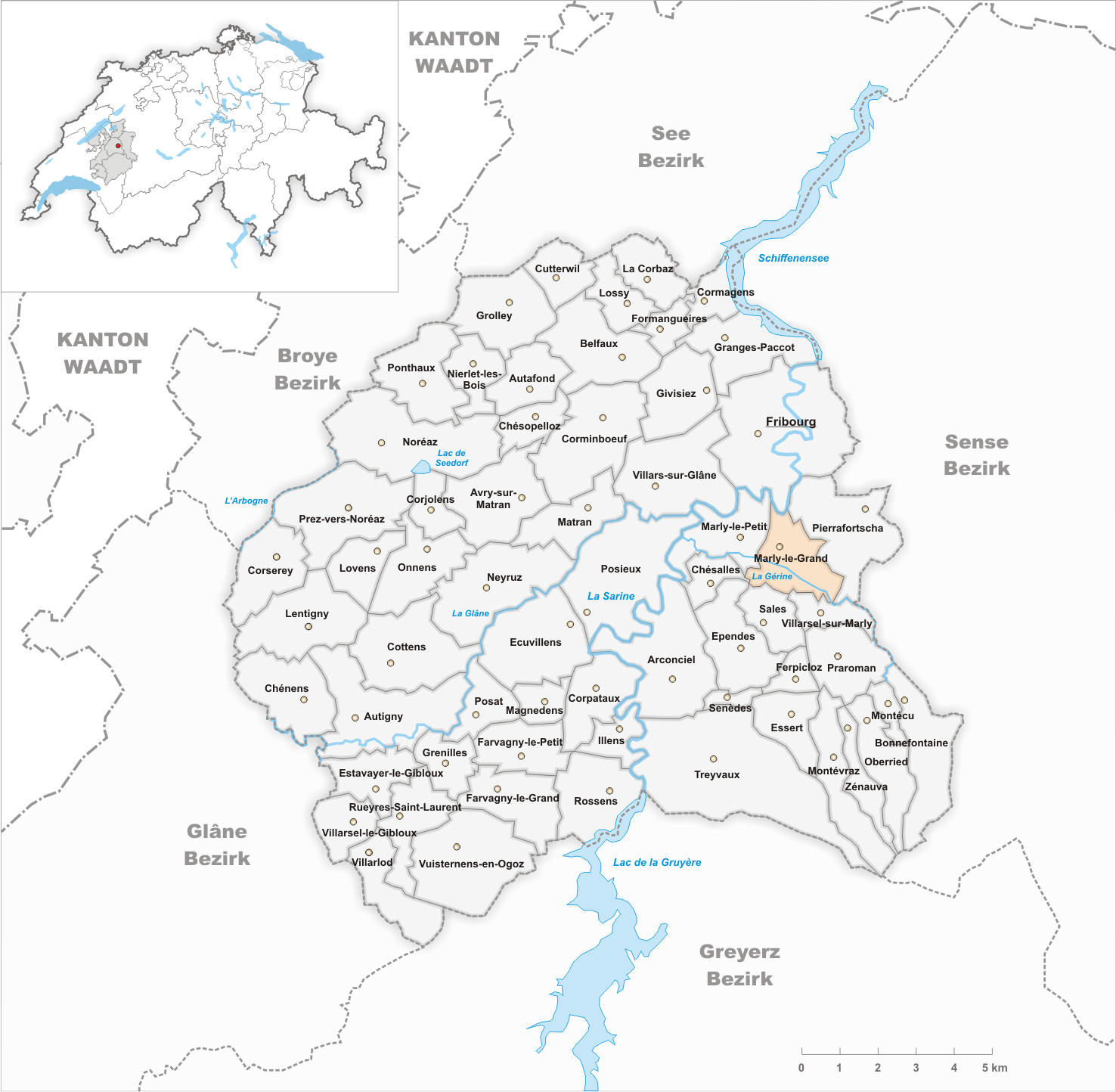
Gemeindestand vor der Fusion am 1. Januar 1970

Marly-le-Grand ist eine ehemalige Gemeinde des Bezirks Saane des Kantons Freiburg in der Schweiz. Am 1. Januar 1970 wurde die Gemeinde mit der ehemaligen Gemeinde Marly-le-Petit zur Gemeinde Marly fusioniert.